# Aus Abfackle
Aus Abfackle ist eine Vier-Track-CD der Berner Hip-Hop-Gruppe PVP. Sie erschien im Februar 2005 als Extended Play und konnte Platz 88 in den Charts erreichen.

## Hintergrund
Nachdem im Sommer 2004 das erste PVP-Album Eifach nüt erschienen ist und Platz 26 in den Schweizer Album-Charts belegen konnte, bereiteten sich die vier Rapper Phantwo, Poul Prügu, Greis und Krust auf ein gemeinsames Album mit Baze und Wurzel 5 vor. Dieses erschien im Sommer 2005 unter dem Namen Ke Summer. Parallel zu diesem Projekt wurde Aus Abfackle erarbeitet. Nachdem zwischen Eifach nüt und der letzten EP From Hell to Heaven and Back eine Zeitspanne von drei Jahren gelegen hatte, ist dies die kürzeste Pause in der Diskografie der Gruppe.
Die vier Rapper nahmen die auf der EP enthaltenen Stücke gemeinsam mit Beni Stoll in Bern auf. Dieser war zudem für das Abmischen verantwortlich. Das Mastering wurde von Dan Suter im Echochamber in Zürich durchgeführt. Aus Abfackle wird bei Musikvertrieb verlegt.

## Inhalt

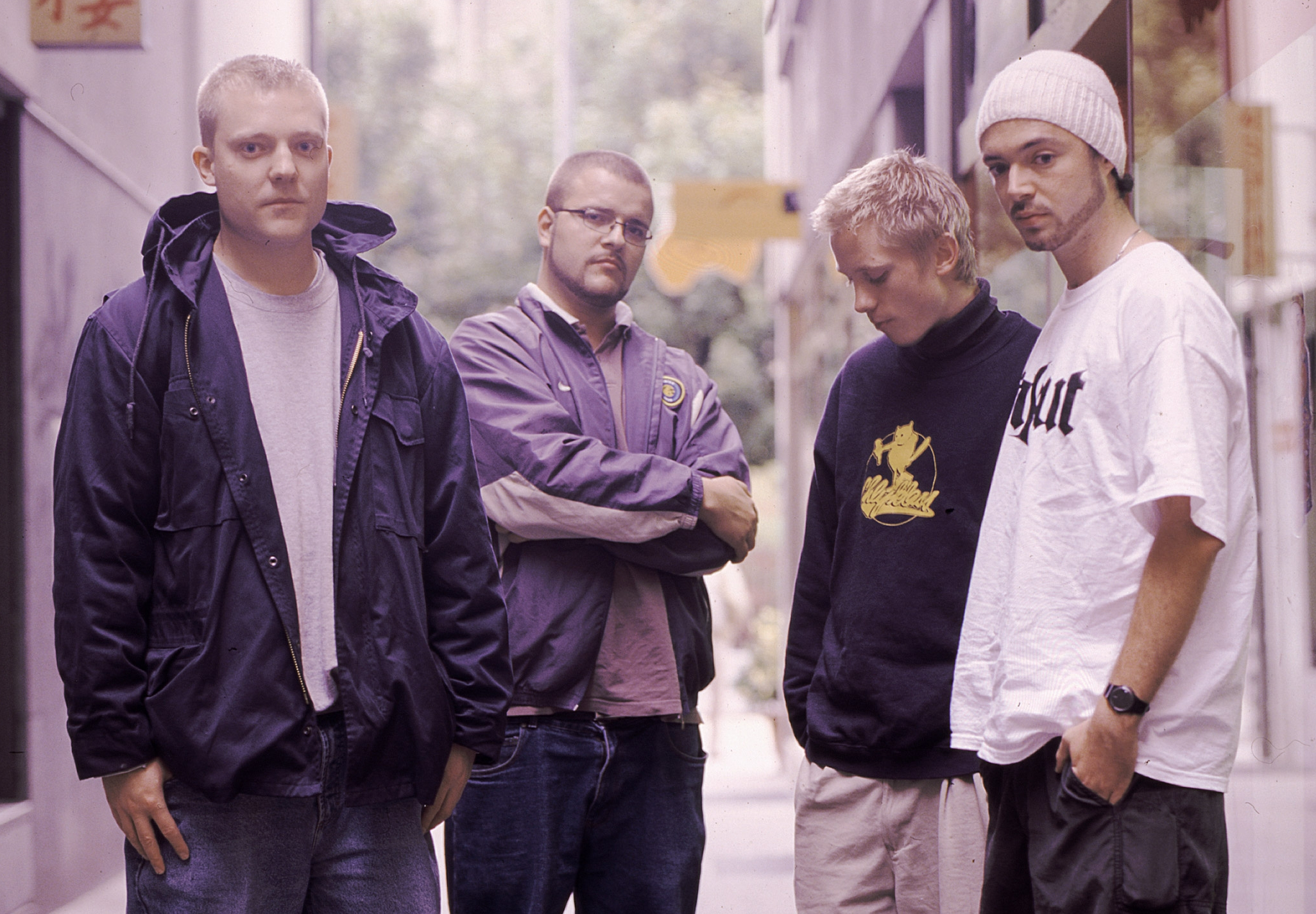
PVP

1. Blind (feat. Baze und Samir Esshabi)
2. Aus Abfackle (feat. DJ Ace)
3. Ronin
4. Four Tops

+ Instrumentals
Die CD beginnt mit dem Stück Blind. Dieses nutzt Stilelemente orientalischer Musik, was besonders durch die Gesangsparts von Samir Esshabi unterstrichen wird. Des Weiteren ist der Rapper Baze vertreten. Der Text ist politisch geprägt. Es folgt das Titellied Aus Abfackle, ehe mit Ronin ein philosophisches und zugleich selbstironisches Musikstück präsentiert wird. Four Tops kann als Battle-Rap gewertet werden. Ausserdem sind von allen vier Liedern die Instrumentalversionen enthalten.
Die Lieder Blind, Ronin und Four Tops wurden von DJ Link produziert, welcher Mitglied der Band Wurzel 5 ist. Bei Four Tops arbeitete zudem Greis als Produzent mit. Das Instrumental zu Aus Abfackle entstammt dem Hip-Hop-Musiker Def Cut und DJ Ace ist durch Scratches daran beteiligt. Blind wird ausserdem von Janos Heidekker mit der Violine begleitet.
Der CD ist ein kleines Booklet beigelegt, das mit den Liedtexten bedruckt ist. Auch zwei Pressefotos sind erkennbar.

## Erfolg
Die EP stieg am 13. März 2005 auf Platz 88 in den Schweizer Charts ein und hielt sich dort eine Woche.